# Sunburn
"Sunburn" é uma canção da banda inglesa de rock alternativo Muse que está em seu álbum de estréia, Showbiz. Esta música foi lançada como quarto single da banda em 21 de fevereiro de 2000 alcançando a 22ª posição na UK Singles Chart.

## Faixas
Todas as letras escritas por Matthew Bellamy. 
| 7" vinil       |                                     |         |  |
| N.º            | Título                              | Duração |  |
| 1.             | "Sunburn"                           | 3:54    |  |
| 2.             | "Sunburn" (versão acústica ao vivo) | 4:15    |  |
| Duração total: | Duração total:                      | 9:50    |  |

| CD single 1    |                     |         |  |
| N.º            | Título              | Duração |  |
| 1.             | "Sunburn"           | 3:54    |  |
| 2.             | "Ashamed"           | 3:47    |  |
| 3.             | "Sunburn" (Ao vivo) | 3:49    |  |
| Duração total: | Duração total:      | 11:30   |  |

| CD single 2    |                 |         |  |
| N.º            | Título          | Duração |  |
| 1.             | "Sunburn"       | 3:54    |  |
| 2.             | "Yes Please"    | 3:06    |  |
| 3.             | "Uno" (Ao vivo) | 3:49    |  |
| Duração total: | Duração total:  | 10:49   |  |

| CD promocional |                             |         |  |
| N.º            | Título                      | Duração |  |
| 1.             | "Sunburn" (Versão de Radio) | 3:37    |  |

| Remix promo 12" - Versão promocional alemã 12" |                                        |         |  |
| N.º                                            | Título                                 | Duração |  |
| 1.                                             | "Sunburn" (Timo Maas Breakz Again Mix) | 6:44    |  |
| 2.                                             | "Sunburn" (Timo Maas Breakz Again Mix) | 5:27    |  |
| 3.                                             | "Sunburn" (Steven McCreery Remix)      | 7:49    |  |
| Duração total:                                 | Duração total:                         | 21:00   |  |

| CD Australiano |                     |         |  |
| N.º            | Título              | Duração |  |
| 1.             | "Sunburn"           | 3:54    |  |
| 2.             | "Ashamed"           | 3:47    |  |
| 3.             | "Yes Please"        | 3:06    |  |
| 4.             | "Sunburn" (Ao vivo) | 3:49    |  |
| Duração total: | Duração total:      | 14:36   |  |

| Benelux CD     |                                     |         |  |
| N.º            | Título                              | Duração |  |
| 1.             | "Sunburn" (Versão do Radio)         | 3:37    |  |
| 2.             | "Ashamed"                           | 3:47    |  |
| 3.             | "Sunburn" (versão acústica ao vivo) | 4:15    |  |
| 4.             | "Uno" (Ao vivo)                     | 3:49    |  |
| Duração total: | Duração total:                      | 15:28   |  |

## Lançamentos
| Região      | Data                    | Gravadora         | Formato  |
| ----------- | ----------------------- | ----------------- | -------- |
| Reino Unido | 21 de fevereiro de 2000 | Mushroom          | 7" Vinil |
| Reino Unido | 21 de fevereiro de 2000 | Mushroom          | 2CD      |
| Reino Unido | 21 de fevereiro de 2000 | Mushroom          | CD       |
| Reino Unido | 21 de fevereiro de 2000 | Mushroom          | 12"      |
| Austrália   | 21 de fevereiro de 2000 | Mushroom          | CD       |
| Benelux     | 21 de fevereiro de 2000 | Play It Again Sam | CD       |
| Alemanha    | 21 de fevereiro de 2000 | Motor             | 12"      |